# Ренфрю, Колин
Эндрю Колин Ренфрю (Ренфрью, Ренфру), барон Ренфрю из Кеймсторна (англ. Andrew Colin Renfrew, Baron Renfrew of Kaimsthorn; 25 июля 1937, Стоктон-он-Тис, Англия — 24 ноября 2024) — британский археолог, историк и филолог, известный своими работами по радиоуглеродному анализу, палеолингвистике, археогенетике и борьбой против разграбления археологических памятников.
Степень доктора философии (Ph. D.) получил в Кембридже в 1965 году, и степень Sc. D. там же в 1976 году. Профессор археологии Саутгемптонского (1972—1981) и Кембриджского (1981—2004) университетов. Член Британской академии (1980). Иностранный член НАН США (1996), РАН (2006) и членкор Австрийской АН (2000). Почётный член Королевского общества Эдинбурга (2001). Лауреат премии Бальцана (2004). Член парламента Великобритании от тори, член Палаты лордов (пожизненный пэр) с 1991 года.
Автор анатолийской гипотезы, согласно которой протоиндоевропейцы за 2000 лет до вторжения в Европу курганной культуры жили в Анатолии, а позднее распространились по Средиземноморью в Центральную и Северную Европу.
В соавторстве со своим коллегой археологом П. Баном Ренфрю создал «Индикатор религии и ритуала Ренфрю и Бана» (Renfew and Bahns indicator of Religion and Ritual) — определитель того, являлась ли та или иная принадлежность той или иной культуры частью религиозного ритуала.

## Биография
Учился в школе Сент-Олбанс в Хертфордшире. В 1956—1958 годах служил офицером-связистом в Королевских военно-воздушных силах.
Затем поступил в кембриджский Сент-Джонс-Колледж, где сперва учился естественным наукам, а в 1962 году получил степень бакалавра искусств по археологии и антропологии.
Интересовавшийся скифами, Ренфрю намеревался отправиться на автомобиле в Россию, но не получил разрешения от советских властей. Тогда он направился в Британскую археологическую школу в Афины, где прошёл стажировку и поступив в аспирантуру в Кембридже одновременно начал руководство раскопками на Кикладских островах (Ситагрос и Антипарос). В 1965 году защитил докторскую диссертацию на тему «Культуры неолита и бронзового века на Кикладах и их внешние связи» (под последними имелась в виду прежде всего торговля обсидианом). В том же году женился на Джейн М. Юбэнк (Jane M. Ewbank).
C 1965 года сотрудник Сент-Джонс-Колледжа Кембриджа и преподаватель департамента доисторических времён и археологии в Шеффилдском университете (по 1972 год). В 1968—1970 годы руководил раскопками в Ситагри в Греции. В 1968 году он безуспешно баллотировался от консерваторов в парламент по округу Шеффилд-Брайтсайд. В том же году он был избран членом Общества антикваров Лондона, а в 1970 году — членом Общества антикваров Шотландии (почётный впоследствии).
В 1972—1981 годах профессор археологии в Саутгемптонском университете, сменил в этой должности Барри Канлиффа. Возглавлял раскопки Квонтернесса на Оркнейских островах и Филакопи на острове Милос в Греции. В 1973 году опубликовал книгу «До цивилизации: радиоуглеродная революция и доисторическая Европа» (Before Civilisation: The Radiocarbon Revolution and Prehistoric Europe), в которой подверг критике предположение, что доисторические культурные инновации возникли на Ближнем Востоке и затем распространились по Европе. Вместе с М. Гимбутас вёл раскопки в Ситагри в Греции. В 1980 году избран членом Британской академии.
В 1981 году избран на оплачиваемую по специальной стипендии Диснея должность профессора археологии в Кембриджском университете, которую занимал до 2004 года. В 1986—1997 годах магистр кембриджского Колледжа Иисуса. В 1990 году основатель и до 2004 года директор кембриджского Института археологических исследований Макдональда. В 1987 году опубликовал книгу «Археология и язык: загадка происхождения индоевропейцев», посвящённую проблеме индоевропейской прародины. Согласно «гипотезе Ренфрю», протоиндоевропейцы за 2000 лет до вторжения курганной культуры в Европу обитали в Анатолии, и позднее распространились в Греции, Италии, Сицилии, Средиземноморскому побережью Франции, Испании и Португалии. Ещё одна ветвь индоевропейцев мигрировала вдоль плодородных речных долин Дуная и Рейна в Центральную и Северную Европу.
Почётный доктор нескольких университетов (Шеффилдского (1990), Афинского (1991), Southampton (1995), Эдинбургского (2004), Ливерпульского (2004)). Лауреат Европейской премии Лациса (2003). Иностранный член РАН (25.05.2006).
Его основополагающая работа "The Emergence of Civilization: The Cyclades and the Aegean in the Third Millennium B.C." (1972) считается вехой в археологической мысли.

## Сочинения
- Renfrew, A.C., 1972,  The Emergence of Civilisation: The Cyclades and the Aegean in The Third Millennium BC, London.
- Renfrew, A.C., 1973, Before Civilisation, the Radiocarbon Revolution and Prehistoric Europe, London: Pimlico. ISBN 0-7126-6593-5
- Renfrew, A.C. and Wagstaff, Malcolm (editors), 1982,  An Island Polity, the Archaeology of Exploitation in Melos, Cambridge: Cambridge University Press.
- Renfrew, A.C., (editor), 1985,  The Archaeology of Cult, the Sanctuary at Phylakopi, London: British School at Athens and Thames & Hudson.
- Renfrew, A.C., 1987, Archaeology and Language: The Puzzle of Indo-European Origins, London: Pimlico. ISBN 0-7126-6612-5
- Renfrew, A.C. and Bahn, P., 1991, Archaeology: Theories, Methods and Practice, London: Thames and Hudson. ISBN 0-500-28147-5. (выдержал ряд переизданий)
- Renfrew, A.C., 2000, Loot, Legitimacy and Ownership: The Ethical Crisis in Archaeology, London: Duckworth. ISBN 0-7156-3034-2
- Renfrew, A.C., 2003, Figuring It Out: The Parallel Visions of Artists and Archaeologists, London: Thames and Hudson. ISBN 0-500-05114-3
- Ernestine S. Elster and Colin Renfrew (eds), Prehistoric Sitagroi : excavations in northeast Greece, 1968—1970. Vol. 2, The final report. Los Angeles, CA : Cotsen Institute of Archaeology, University of California, Los Angeles, 2003. Monumenta archaeologica 20.
- Colin Renfrew, Marija Gimbutas and Ernestine S. Elster (eds.), Excavations at Sitagroi, a prehistoric village in northeast Greece. Vol. 1. Los Angeles : Institute of Archaeology, University of California, 1986.